# Troglohyphantes pedemontanus
Troglohyphantes pedemontanus är en spindelart som först beskrevs av Gozo 1908.  Troglohyphantes pedemontanus ingår i släktet Troglohyphantes och familjen täckvävarspindlar.
Artens utbredningsområde är Italien. Inga underarter finns listade i Catalogue of Life.